# Leptotrichella sinensis
Leptotrichella sinensis là một loài Rêu trong họ Dicranaceae. Loài này được (Herzog) Ochyra mô tả khoa học đầu tiên năm 1997.